# Tacamocho
Tacamocho es un centro poblado del departamento de Bolívar, bajo jurisdicción del municipio de Córdoba (Bolívar), subregión Montes de María. Ubicado a orillas del río Magdalena. Dista a una distancia de 42 km de la cabecera municipal. Por ser un corregimiento, no posee autonomía económica, ni administrativa. Fundado por Don Antonio de la Torre y Miranda el día 26 de octubre de 1776.
Su centro poblado se encuentra gravemente afectado durante la última década por las variaciones del cauce del río Magdalena en la que se ha "tragado" varias calles de su zona urbana, por esto ha sido llamado "El Gramalote del Caribe". El Consejo de Estado, a través de la Sala de lo Contencioso Administrativo, ratificara el fallo que emitió el Tribunal Administrativo de Bolívar el pasado 18 de abril de 2018, el cual ordena la reubicación inmediata del centro poblado; por recomendaciones de expertos hacia las autoridades encargada se debe reubicar a sus habitantes al sitio de Tacamochito. 

## Economía
Funge como Puerto principal sobre el río Magdalena para el municipio de Córdoba Tetón. Sus pobladores se dedica a la siembra de Algodón y Ajonjolí. Además, del pastoreo y la pesca.